# بلتستان

محل گلگت-بلتستان در نقشه کشمیر.

محل بلتستان (آبی سیر) در نقشه کشمیر.

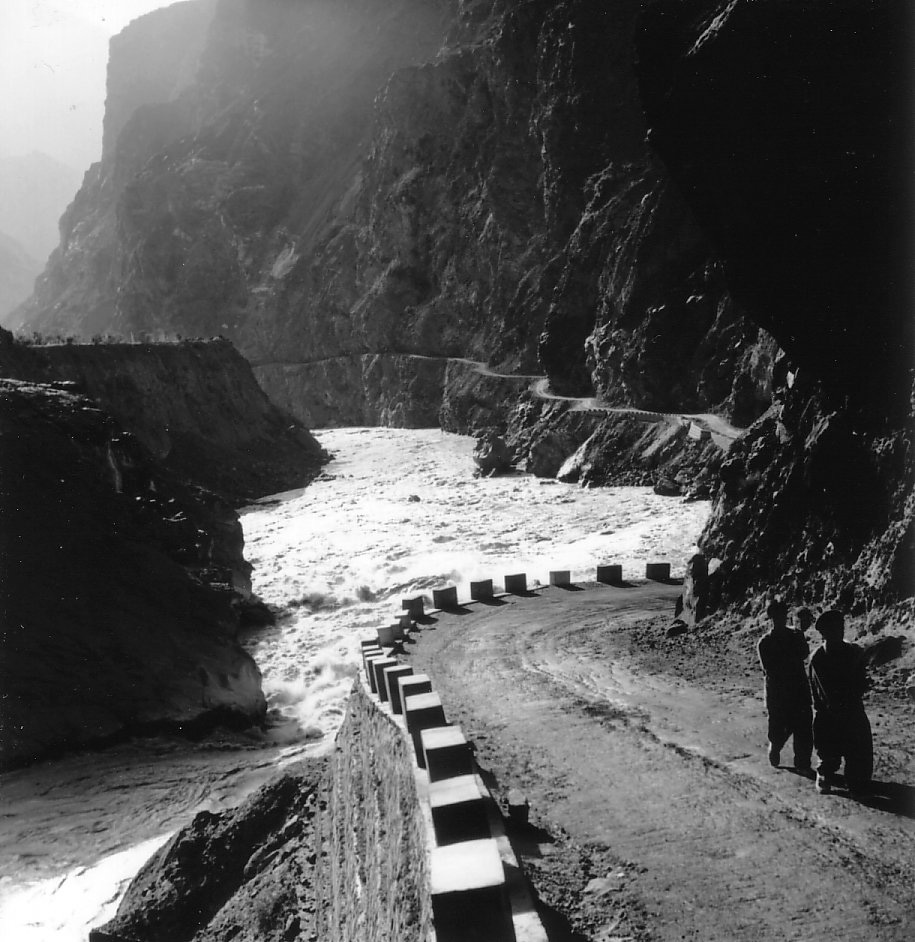
قراقروم مرتفع‌ترین جاده بین‌المللی دنیا در کنار رود سند.

بَلتِستان (اردو: بلتستان بلتی: སྦལ་ཏི་སྟཱན) که با نام بلتیول‌ (بلتی: སྦལ་ཏི་ཡུལ་།) نیز شناخته می‌شود، یک منطقه کوهستانی در بخش گلگت-بلتستان در منطقه تحت مدیریت پاکستان است. بلتستان در نزدیکی کوه‌های قره‌قروم درست در جنوب کی۲ (دومین کوه مرتفع جهان) واقع شده‌است و از غرب با گلگت، از شمال با سین کیانگ چین، از جنوب شرقی با لداخ و از جنوب غرب با دره کشمیر همسایه است. میانگین ارتفاع آن بیش از ۳٬۳۵۰ متر (۱۰٬۹۹۰ فوت) است. منطقه اداری امروزی آن بخش بلتستان نام دارد.
بلتستان با مرکزیت سکردو یکی از مناطق شمالی پاکستان با طبیعت سرسبز با منابع معدنی ارزشمند بوده که این منطقه مورد مناقشه هند و پاکستان است این منطقه در پاکستان و بین سرزمین لَداخ در هندوستان، منطقهٔ سین کیانگ در چین و جامو و کشمیر قرار گرفته‌است. بیشتر مردم این منطقه به زبان بلتی صحبت می‌کنند. بلتستان یکی از اصلی‌ترین مناطق کشمیر بشمار می‌آید که بارها جنگ مرزی بین هند و پاکستان در آنجا رخ می‌دهد.  منطقه‌ای کوهستانی که رشته‌کوه قراقروم، قله‌های کی۲ (دومین قله مرتفع دنیا) و گاشربروم در آن قرار گرفته‌اند.
تا پیش از سال ۱۹۴۷ و استقلال پاکستان، بَلتستان بخشی از دولت شاهزاده‌نشین جامو و کشمیر بود که در ۱۸۴۰ توسط سپاهیان گلاب سینگ فتح شده بود. بلتستان و لداخ به‌طور مشترک تحت یک وزرات (منطقه) در یک ولایت اداره می‌شدند. بلتستان هویت خود را در این تقسیم‌بندی تحت عنوان بخش سکردو حفظ کرد. کارگیل و له، دو بخش (تحصیل) دیگر این ولایت بودند. پس از پیوستن مهاراجه جامو و کشمیر به هند، گروه مسلح پیشاهنگان گیلگیت فرماندار مهاراجه را در گلگت سرنگون و بلتستان را تصرف کردند. منطقه خودگردان آژانس گیلگیت و بلتستان از آن زمان توسط پاکستان اداره می‌شود. دره کشمیر و کارگل و له جزو هندوستان باقی ماند. کل منطقه بلتستان تحت کنترل پاکستان است به جز ۴ روستای کوچک کوهستانی ناهموار و خشک در منطقه بلتستان، که در آن سکنه اندکی از بلتی‌ها هنوز وجود دارند، از جمله روستای تورتوک در دره نوبرا. این روستاها پس از جنگ هند و پاکستان در سال ۱۹۷۱ به لداخ ادغام شدند.
ساکنان این منطقه عمدتاً مردم بلتی تبتی تبار هستند. اکثریت قریب به اتفاق مردم پیرو اسلام تشیع و تسنن هستند. بلتستان از نظر راهبردی برای پاکستان و هند اهمیت بالایی دارد. جنگ کارگل و درگیری سیاچن در آنجا انجام شد.

## ریشه‌شناسی
" لداخ " تلفظ فارسی واژه لا دواگس تبتی و به معنای ("سرزمین گردنه‌های بلند") است و در مرز پاکستان و چین در مسیر جاده باستانی ابریشم و امروزه در مسیر دالان اقتصادی پاکستان-چین) قرار گرفته‌است. لداخ به دلیل مناظر منحصر به فرد و فرهنگ بدیعش به عنوان "سرزمین اسرارآمیز لاماهای رازآلود"، " ماه شکسته" یا «آخرین شانگری-لا» توصیف شده‌است. در اینجا هیچ افقی نمی‌بینید، بلکه فقط قله‌های هیمالیای غربی به ارتفاع ۵ تا ۶ کیلومتر دیده می‌شود که رودخانه سند از میان آن‌ها می‌گذرد. در دوره پیش از تاریخ، لداخ دریاچه بزرگی بود که شاید از واپسین بازمانده‌های دریای تتیس باستان بود. حتی در حال حاضر این منطقه دارای برخی از بزرگترین و زیباترین دریاچه‌های آب شیرین، پانگونگ و دریاچه‌های تسوموریری است. این سرزمین پیوندگاه تأثیرات فرهنگی و مذهبی بی شمار بومی از تبت، شبه قاره هند و آسیای مرکزی است. این منطقه قبلاً به نام مریول شناخته می‌شد.

## جغرافیا

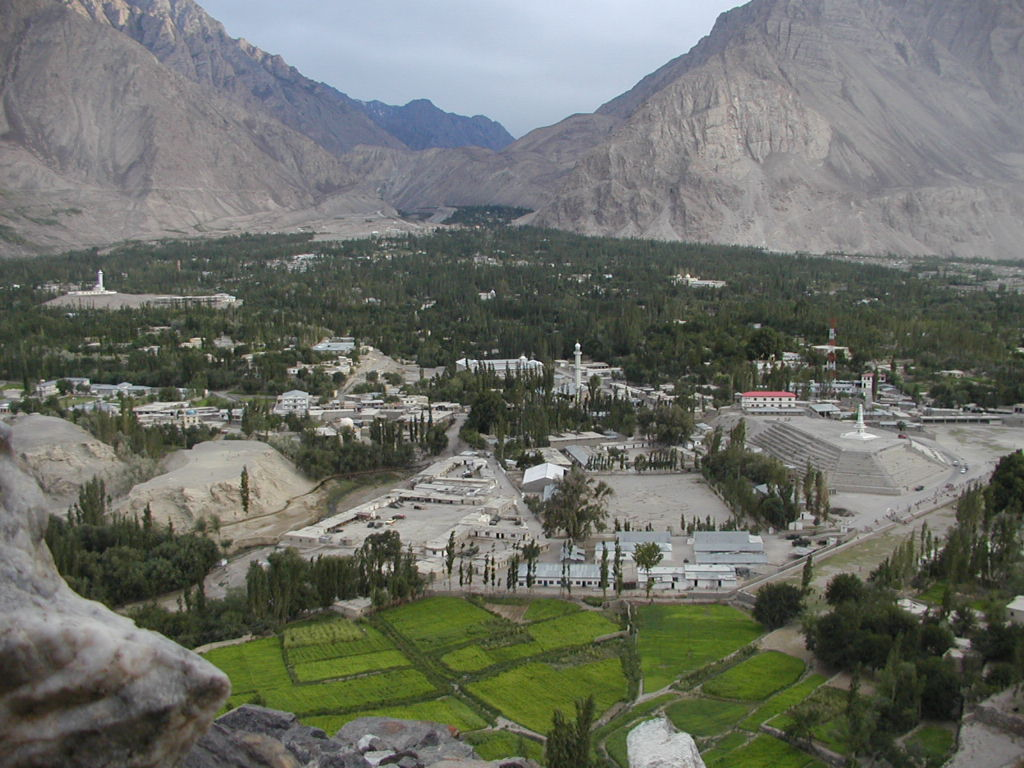
سکردو، مرکز بلتستان

دائرةالمعارف بریتانیکا در سال ۱۹۱۱ بلتستان را به عنوان منتهی الیه غربی تبت توصیف می‌کند، که سرحد طبیعی آن رودخانه سند، از خم ناگهانی این رود به سمت جنوب در اطراف نقطه ۳۵°۵۲′شمالی ۷۴°۴۳′شرقی / ۳۵٫۸۶°شمالی ۷۴٫۷۲°شرقی است. این ویژگی‌ها جمعیت نسبتاً صلح آمیز تبتی را از قبایل جنگجوتر هندوآریایی در غرب جدا می‌کند. نویسندگان مسلمان در حدود قرن شانزدهم از بلتستان به عنوان «تبت کوچک» و از لداخ به عنوان «تبت بزرگ» یاد کرده و بر همانندی قومی آنها تأکید می‌کنند. به گفته احمد حسن دانی، بلتستان از رود سند به سمت بالا گسترش می‌یابد و توسط یخچال سیاچن از لداخ جدا می‌شود. 
بلتستان توده‌ای صخره‌ای از کوه‌های بلند است که سازند غالب آن گنیس است. در شمال، یخچال بالتورو، بزرگترین یخچال در بین مناطق قطبی ۳۵ مایل (۵۶ کیلومتر) طولانی، بین دو یال قرار دارد که بلندترین قله‌های آن به سمت جنوب ۲۵٬۰۰۰ فوت (۷٬۶۰۰ متر) و به سمت شمال ۲۸٬۲۶۵ فوت (۸٬۶۱۵ متر) هستند.

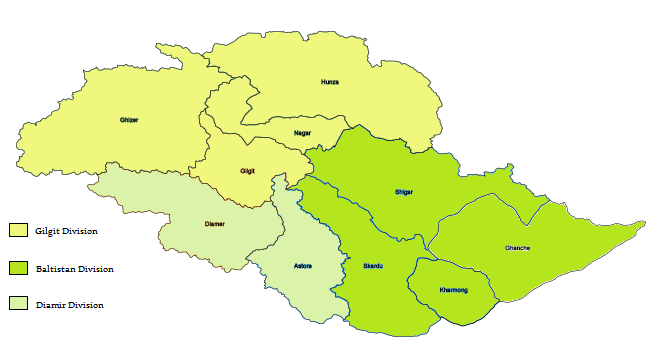
بخش بلتستان، به رنگ سبز تیره، گلگت بلتستان

رودخانه سند در تنگه ای باریک می‌گذرد و پس از دریافت رودخانه شیوک در ۳۵°۱۴′شمالی ۷۵°۵۵′شرقی / ۳۵٫۲۳°شمالی ۷۵٫۹۲°شرقی در این دره عریض می‌شود. سپس یک دشت هلالی‌شکل ۳۲ کیلومتری را می‌سازد که پهنای آن بین ۱ و ۵ مایل (۲ و ۸ کیلومتر) تغییر دارد. ساکنان اصلی دره‌های کهرمنگ، خپلو، سکردو و روندو در طول مسیر این رودخانه‌ها نشیمن دارند.

### دره‌ها و مناطق
| دره    | ناحیه  | مساحت (کیلومتر 2) | جمعیت (۱۹۹۸) | مرکز      |
| ------ | ------ | ----------------- | ------------ | --------- |
| خپلو   | گانچهی | ۹٬۴۰۰             | ۸۸٬۳۶۶       | خپلو      |
| سکردو  | سکردو  | ۱۸۰۰۰             | ۲۱۹٬۲۰۹      | سکردو     |
| شگر    | شگر    | ۶۴۵۰              | ۶۰٬۲۹۵       | مرکز شیگر |
| کهرمنگ | کهرمنگ | ۵٬۵۲۰             | ۶۲٬۵۲۲       | تولتی     |
| روندو  | سکردو  |                   | ۸۰۰۰۰        | تووار     |
| گلتری  | سکردو  |                   |              |           |
| شیوک ° | لیه    |                   | ۴۰۰0 (2011)  | تورتوک    |

اگرچه از سال ۱۹۷۱ تحت کنترل هند بود، اما از نظر جغرافیایی، بخش تورتوک در دره شیوک، بخشی از منطقه بلتستان است.

## تاریخ

### ریشه‌ها

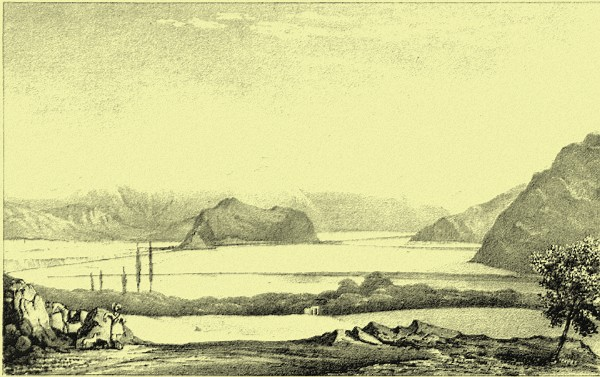
سکردو در سال ۱۸۰۰

امروزه، مردم کهرمنگ و خپلوی غربی چهره‌ای تبتی و کسانی که در سکردو، شگر و روستاهای شرقی خپلو ساکن‌اند ویژگی‌های داردی دارند. باور بر این بود که مردم بلتی در حوزه نفوذ ژانگ‌ژونگ قرار داشتند. بلتستان در سال ۶۸۶ توسط پادشاه تبت کنترل می‌شد. تحت تأثیر فرهنگ تبت، بلتی‌ها که به آیین‌های بون و زنده‌انگاری باور داشتند آغاز به گرویدن به بودیسم تبتی کردند. بناهای مذهبی مانند گومپا و استوپا در بلتستان ساخته شد و لاماها نقش مهمی در زندگی مردم محل ایفا کردند.

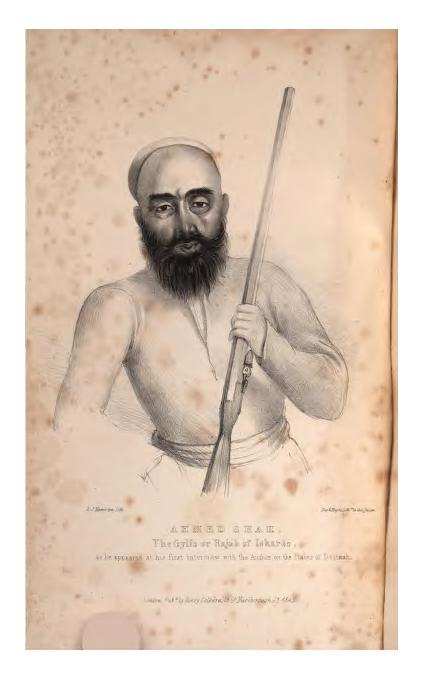
احمد شاه، آخرین پادشاه مقپون قبل از تهاجم دوگرا در سال ۱۸۴۰

برای قرن‌ها، بلتستان متشکل از ایالت‌های کوچک و مستقل دره‌ای بود که به واسطه روابط خونی حاکمانش (راجاها)، دادوستد، باورهای مشترک و پیوندهای فرهنگی و زبانی به هم مرتبط بودند. بلتستان به عنوان تبت کوچک شناخته می‌شد و این نام رفته رفته لداخ را هم دربر گرفت. لداخ بعدها به تبت بزرگ معروف شد. در زبان محلی، بلتستان با نام بلتیول و لداخ و بلتستان به نام مریول ("سرزمین قرمز") شناخته می‌شوند.
در سال ۱۱۹۰، خاندان مقپون سکردو توسط ابراهیم شاه (۱۱۹۰–۱۲۲۰) که در سکردو متولد شد، تأسیس شد. افراد این خانواده سلطنتی تقریباً ۷۰۰ سال بر بلتستان حکومت کردند. پادشاهان سلسله مقپون مرزهای بلتستان را تا بخش گیلگیت چترال و لداخ گسترش دادند.
در سده چهاردهم، روحانیون مسلمان کشمیر برای گسترش اسلام از مناطق کوهستانی بلتستان عبور کردند. فرقه صوفی نوربخشیه ایمان به اسلام را در بلتستان تبلیغ می‌کرد و در پایان قرن هفدهم اسلام در منطقه مسلط شد. با گذشت زمان تعداد زیادی نیز به مذهب شیعه و تعداد کمی به اسلام سنی گرویدند.

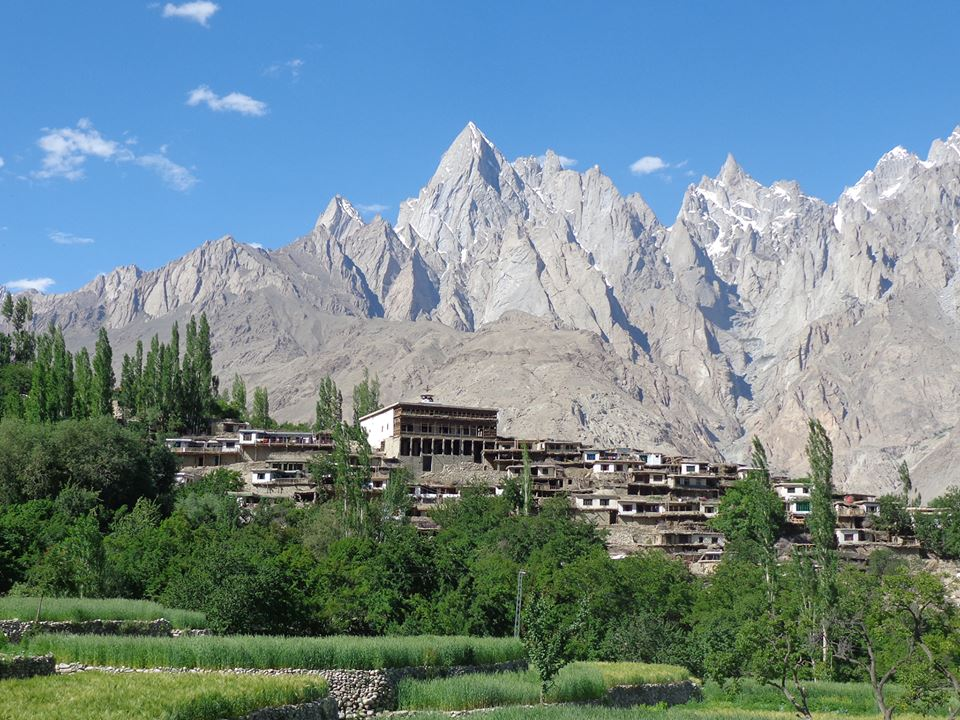
روستای معمولی بلتی

کهرمنگ تحت کنترل خانواده سلطنتی نامگیال قرار گرفت و زمانی که راجه لداخ، جامیانگ منگیال، به شاهزادگان در کارگل حمله کرد، رابطه نزدیکی با لداخ برقرار کرد. مانگیال پادگان سکردو را در کهاربو نابود کرد و تعدادی از فرمانروایان کوچک مسلمان را در امیرنشین‌های پوریک (کارگل) گردن زد. علی شیر خان انچن، راجه از خپلو و شگر، از راه مارول با سپاهی نیرومند به راه افتاد و با شکست دادند سپاه لداخ، له (پایتخت لداخ) را اشغال کرد و راجه لداخ را به اسارت گرفت.
علی شیرخان انچن، گیلگیت و چترال را در پادشاهی خود، بلتستان، گنجاند که بنا به گزارش‌ها، مملکتی در حال شکوفایی بود. دره از خپچنه تا کاچورا هموار و حاصلخیز بود و درختان میوه فراوان داشت. در بیابان شنی که اکنون از ساندوس تا فرودگاه سکردو امتداد دارد، یک شهری آباد بود. سکردو پس از سیل ویرانگر انچن رونق پیشین خود را از دست داد.
در سال ۱۸۴۵، این منطقه تحت تسلط حاکمان دوگرای کشمیر قرار گرفت. در ۲۹ اوت ۲۰۰۹، دولت پاکستان ایجاد گلگت-بلتستان، یک منطقه خودمختار با مرکزیت گلگت را اعلام کرد.

## گردشگری

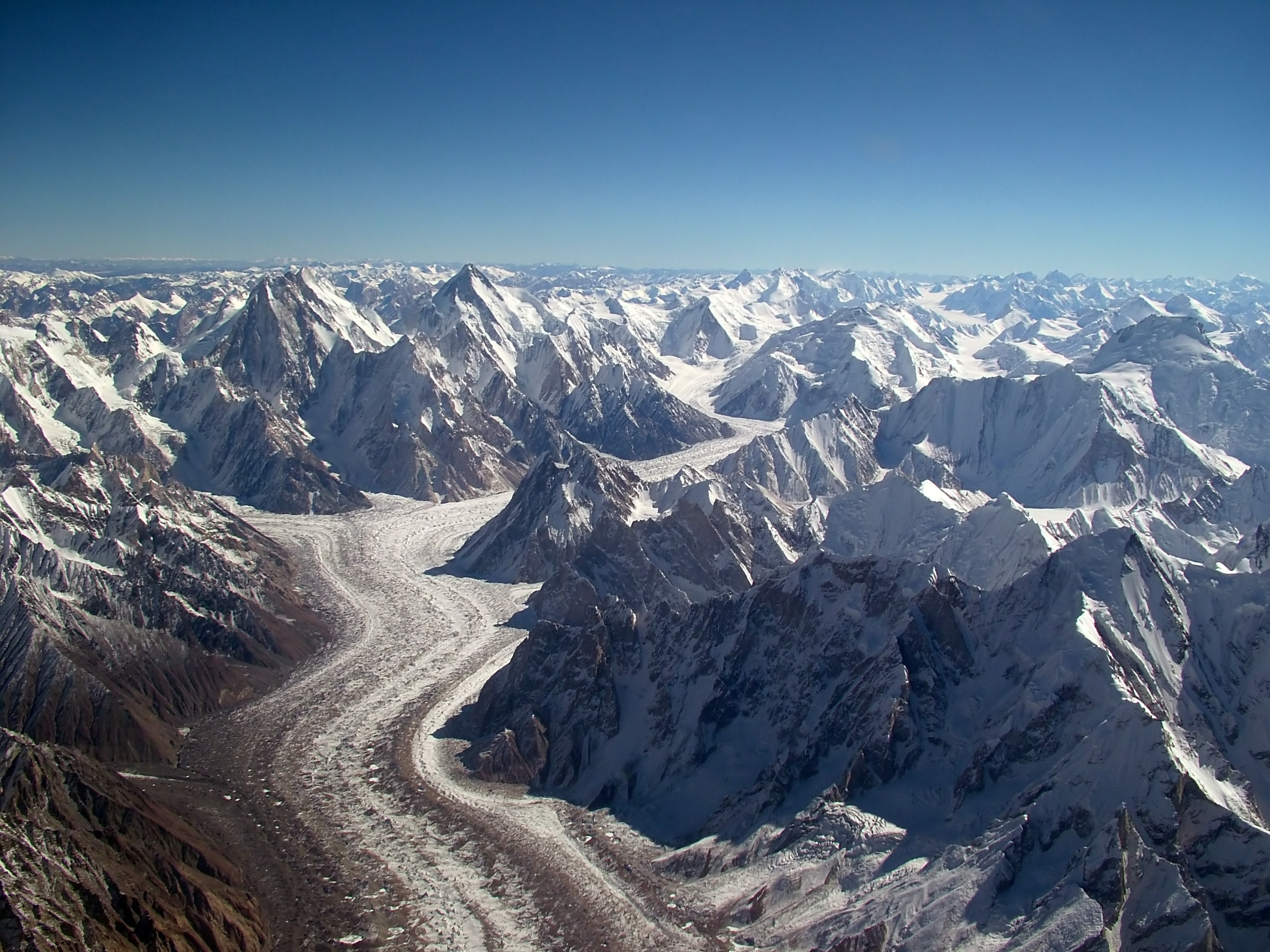
یخچال بالتورو؛ در 62 km طول، یکی از طولانی‌ترین یخچال‌های طبیعی کوهستانی روی زمین است.

سکردو دارای چندین استراحتگاه گردشی و بسیاری از ویژگی‌های طبیعی از جمله دشت‌ها، کوه‌ها و دریاچه‌های کوهی-دره‌ای است. دشت دئوسای، دریاچه ساتپارا و باشو نیز میزبان گردشگران هستند. در شمال سکردو، دره شگر دشت‌ها، مسیرهای پیاده‌روی، قله‌ها و مکان‌های کمپینگ را ارائه می‌کند. دره‌های دیگر در بلتستان عبارتند از خپلو، روندو، دریاچه کاچورا و کهرمنگ.

### یخچال‌های طبیعی
بلتستان یک ناحیه صخره‌ای با ۲۷٬۰۰۰ مایل مربع (۷۰٬۰۰۰ کیلومتر مربع) , و بزرگترین خوشه از کوه‌ها در جهان و بزرگترین یخچال‌های طبیعی خارج از مناطق قطبی است. هیمالیا از هند، تبت و نپال به درون این منطقه پیشروی می‌کند و شمال آن‌ها رشته کوه قره‌قروم است. هر دو رشته در شمال غرب قرار دارند و توسط رودخانه سند از هم جدا شده‌اند. در امتداد رود سند و شاخه‌های آن دره‌های زیادی وجود دارد. یخچال‌های طبیعی عبارتند از: یخچال بالتورو، یخچال بیافو یخچال سیاچن، یخچال ترانگو و یخچال گادوین-آستین.

### کوهنوردی

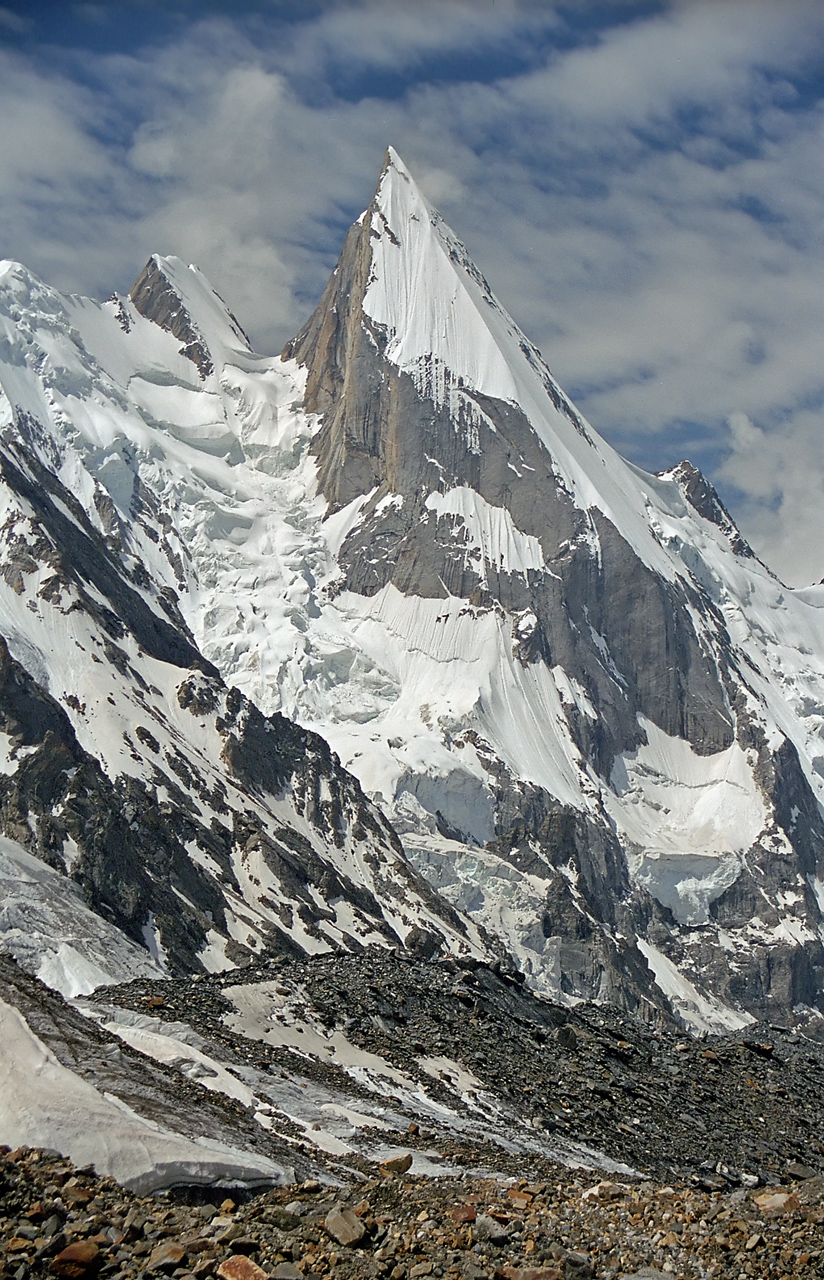
قله لیلا، در دره هوشه

بلتستان بیش از ۲۰ قله با ارتفاع بیش از ۲۰٬۰۰۰ فوت (۶٬۱۰۰ متر) دارد، از جمله کی۲ (دومین کوه بلند روی زمین. سایر قله‌های شناخته شده عبارتند از: ماشربروم (همچنین به عنوان کی۱ شناخته می‌شود)، قله برود، قله پنهان، گاشربروم ۲، گاشربروم ۴ و چوگولیزا (در دره خپلو). فهرست قله‌ها در زیر:
| نام            |  | بلندی                  | اولین صعود    | محل          |
| -------------- |  | ---------------------- | ------------- | ------------ |
| کی۲            |  | ۲۸٬۲۵۰ فوت (۸٬۶۱۰ متر) | ۳۱ ژوئیه ۱۹۵۴ | ناحیه شگر    |
| گاشربروم ۱     |  | ۲۶٬۳۶۰ فوت (۸٬۰۳۰ متر) | ۷ ژوئیه ۱۹۵۶  | ناحیه گانچهی |
| برود پیک       |  | ۲۶٬۵۵۰ فوت (۸٬۰۹۰ متر) | ۹ ژوئن ۱۹۵۷   | ناحیه گانچهی |
| موستاق تاور    |  | ۲۳٬۸۰۰ فوت (۷٬۳۰۰ متر) | ۶ اوت ۱۹۵۶    | ناحیه گانچهی |
| گاشربروم ۲     |  | ۲۶٬۱۲۰ فوت (۷٬۹۶۰ متر) | ۴ ژوئیه ۱۹۵۸  | ناحیه گانچهی |
| قله پنهان      |  | ۲۶٬۴۷۰ فوت (۸٬۰۷۰ متر) | ۴ ژوئیه ۱۹۵۷  | ناحیه گانچهی |
| خونیانگ چهیش   |  | ۲۵٬۷۶۱ فوت (۷٬۸۵۲ متر) | ۴ ژوئیه ۱۹۷۱  | ناحیه سکردو  |
| ماشربروم       |  | ۲۵٬۶۵۹ فوت (۷٬۸۲۱ متر) | ۴ اوت ۱۹۶۰    | ناحیه گانچهی |
| سالتورو کانگری |  | ۲۵٬۴۰۰ فوت (۷٬۷۰۰ متر) | ۴ ژوئن ۱۹۶۲   | ناحیه گانچهی |
| چوگولیزا       |  | ۲۵٬۱۴۸ فوت (۷٬۶۶۵ متر) | ۴ اوت ۱۹۶۳    | ناحیه گانچهی |

## جمعیت‌شناسی
این منطقه حدود ۳۲۲۰۰۰ نفر جمعیت دارد. این جمعیت ترکیبی از گروه‌های قومی، عمدتاً بلتی‌ها، و تبتی‌ها است. شماری کشمیری در سکردو ساکن شده و به کشاورزی و صنایع چوبی مشغول بوده‌اند.

## دین
پیش از ورود اسلام، بودیسم تبتی و بون (به میزان کمتر) ادیان اصلی در بلتستان بودند. بودیسم را می‌توان به قبل از تشکیل امپراتوری تبت در این منطقه در طول قرن هفتم ردیابی کرد. این منطقه دارای تعدادی مکان باستانی بودایی است. اینها شامل صخره بودا مانتال، نقش برجسته بودا در لبه روستای در نزدیکی سکردو) و صخره مقدس هونزا است. در همین نزدیکی مکان‌های سابق پناهگاه‌های بودایی وجود دارد.
اسلام در قرون ۱۶ و ۱۷ توسط مبلغان صوفی به بلتستان آورده شد و بیشتر مردم به اسلام نوربخشی گرویدند. علما از پیروان سلسله صوفی کبرویه بودند. اکثر مسلمانان نوربخش در شهرستان‌های غنچه و شگر و ۳۰ درصد در شهرستان سکردو زندگی می‌کنند.

## جانوران

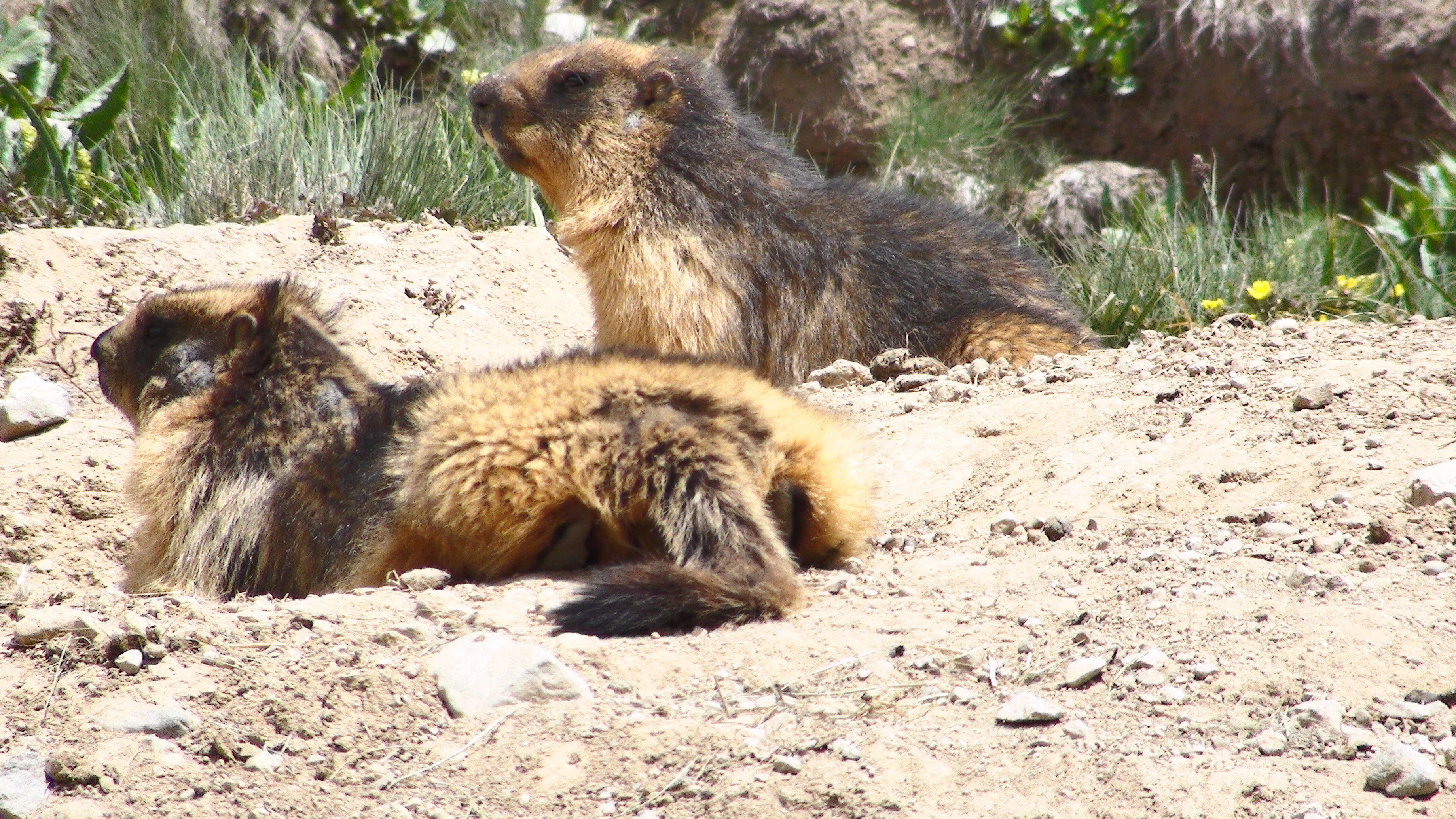
مارموت‌های طلایی در پارک ملی دئوسای

بلتستان را موزه زنده حیات وحش نامیده‌اند. پارک ملی دئوسای، در قسمت جنوبی منطقه، زیستگاه درندگان است زیرا جمعیت طعمه فراوانی دارد. حیوانات اهلی عبارتند از: غژگاو (شامل غَژگاوهای دورگه)، گاو، گوسفند، بز، اسب و خر. از حیوانات وحشی می‌توان به بز کوهی، مارخور، آهوی ختن، پلنگ برفی، خرس ماه، خرس قهوه‌ای و سیاه، شغال، روباه، گرگ و مارموت اشاره کرد.

## فرهنگ

### موسیقی و هنر بلتی

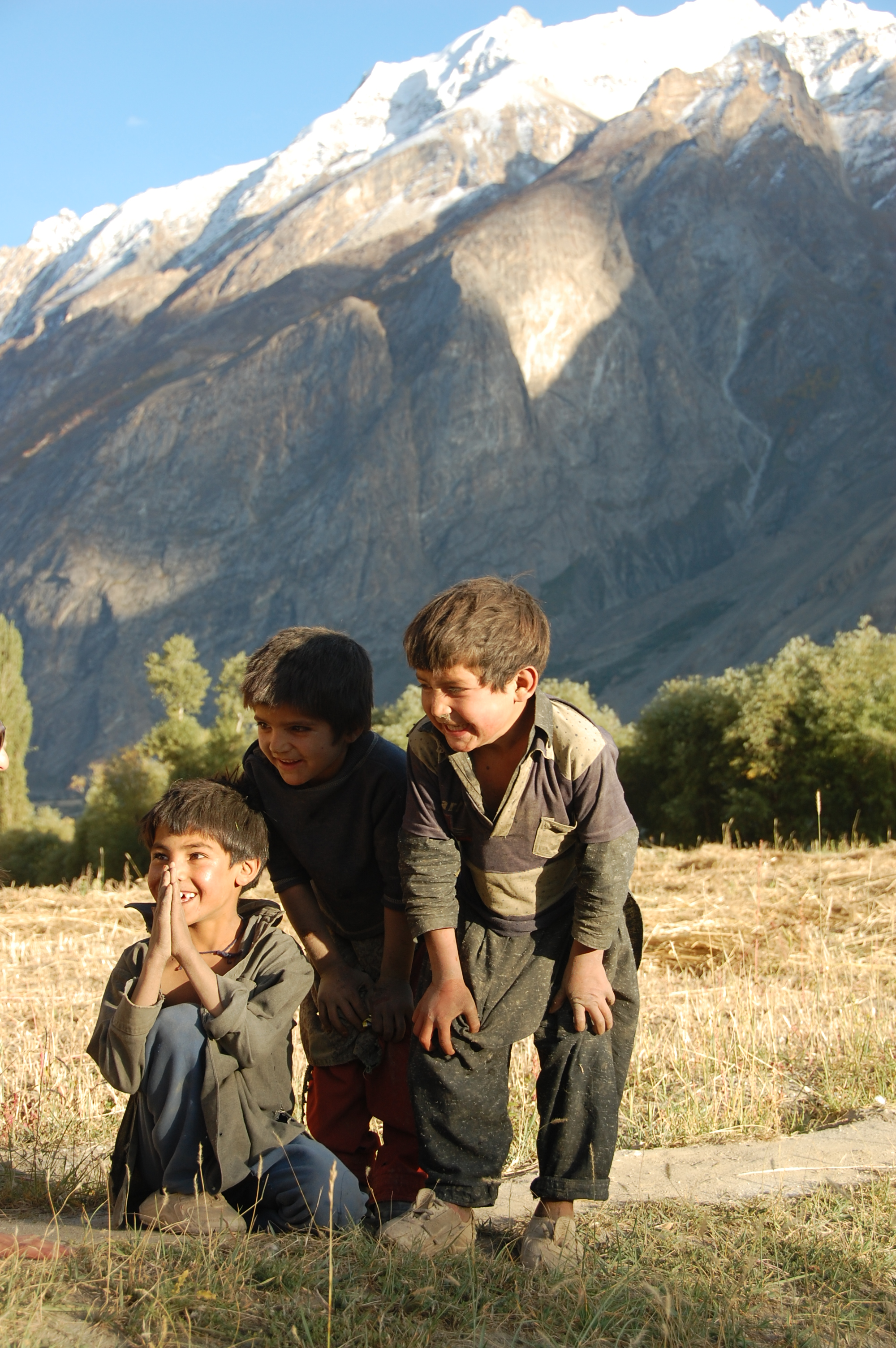
کودکان بلتی از وادی شگر

بر اساس فرهنگ عامه بلتی، شاهزاده خانم گورکانی، گل خاتون، (در بلتستان به عنوان میندوق گیالمو - ملکه گل) شناخته می‌شود، موسیقی‌دانان و صنعتگران را با خود به منطقه آورد و آن‌ها موسیقی و هنر گورکانی را تحت حمایت او تبلیغ کردند. سازهای موسیقی مانند سورنای، کرنای، دهل و چانگ در آن زمان به بلتستان معرفی شدند.

#### رقص
رقص‌های کلاسیک و سایر رقص‌ها به رقص‌های شمشیر، بروکچوس و یخا و رقص غزل طبقه‌بندی می‌شوند. چهوغو پراسول به یاد پیروزی راجه‌های مقپون اجرا می‌شود. به نشانه احترام، نوازنده ای که طبل (دنگ) می‌نوازد برای مدت طولانی می‌نوازد. شاهزاده خانم مقپون گهگاه با این آهنگ می‌رقصید. گاشو-پا که با نام غبوس-لا-خوربا نیز شناخته می‌شود، یک رقص شمشیر است که با سلسله گاشو پوریک (کارگل) مرتبط است. اسنئوپا، دسته رقصندگان عمراه عروس و داماد از ۱۲ رقصنده به نام «وزیر» تشکیل شده و در عروسی‌های راجه‌ها برنامه اجرا می‌کنند.

### معماری

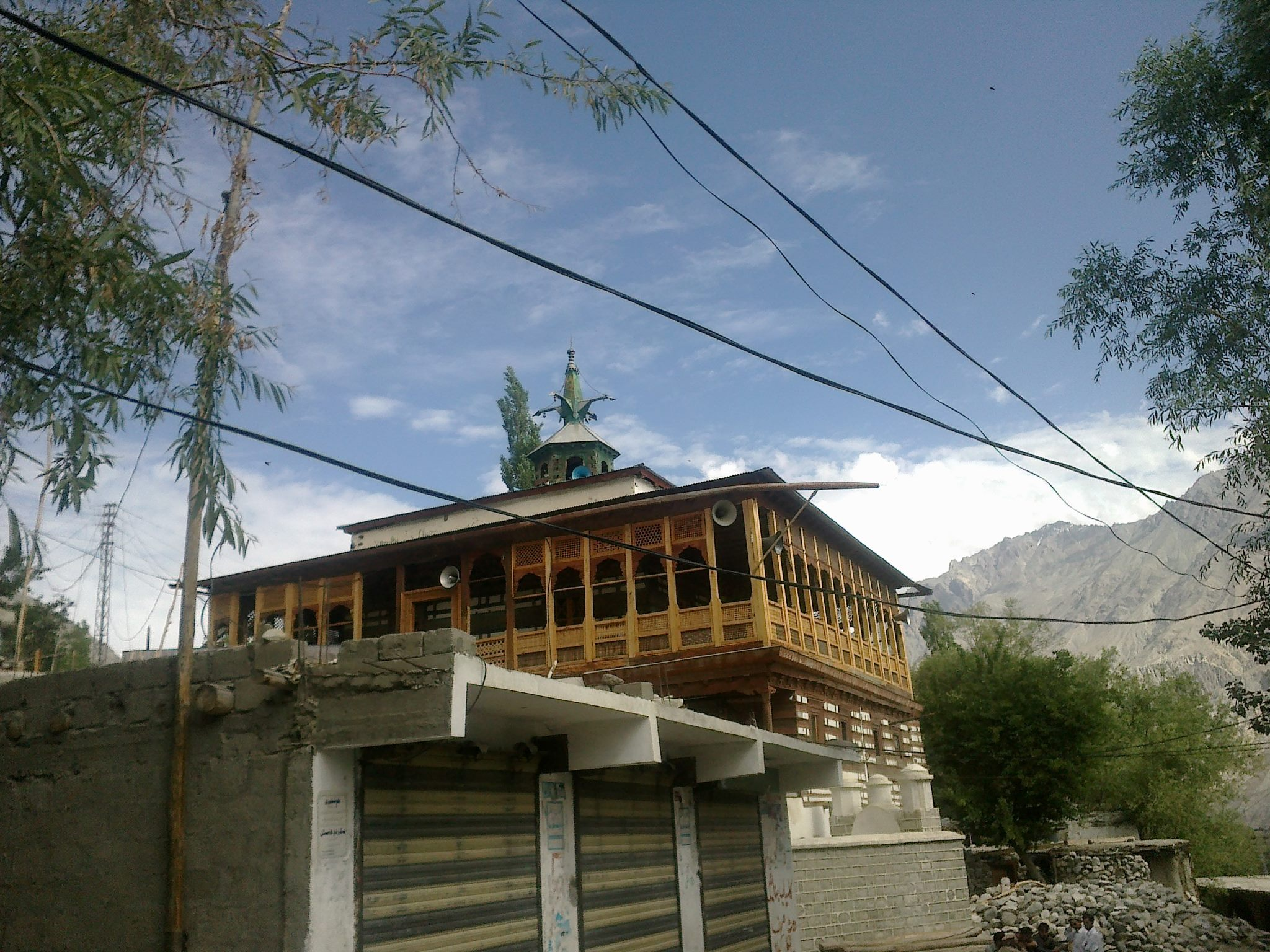
مسجد چاقچان در خپلو.

معماری بلتی تحت تأثیرات تبتی و گورکانیان هند و معماری صومعه ای آن نشان دهنده ردپای بودایی به جا مانده در منطقه است. سبک نقاشی‌های دیواری بودایی را می‌توان در قلعه‌ها و خانقاه‌های نوربخشی دید، از جمله مسجد چقچن در خپلو، مسجد امبورک در شگر، خانقاه ملا شگر، دژ خپلو، دژ شگر و دژ سکردو.

### چوگان

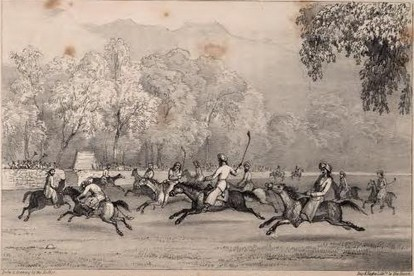
مسابقه چوگان در سکردو، حدود ۱۸۲۰، از گادفری وینیه.

چوگان در بلتستان و منطقه قره‌قروم محبوب است و دست‌کم از سده ۱۵ تا ۱۶ در آنجا بازی شده‌است. حاکم مقپون، علی شیرخان انچن، این بازی را در طول فتوحات خود فراتر از گلگت و چترال به دره‌های دیگری معرفی کرد. کلمه انگلیسی برای چوگان یعنی «پولو» از کلمه بلتی polo گرفته شده‌است که به معنای «توپ مورد استفاده در بازی چوگان» است. خود بازی چوگان در زبان بلتی شاگران نامیده می‌شود.

## رسانه‌ها
بنگاه سخن‌پراکنی پاکستان ایستگاه‌های رادیویی و تلویزیونی در خپلو دارد که برنامه‌های محلی را پخش می‌کنند، و تعداد انگشت شماری از خبرگزاری‌های خصوصی وجود دارد. دیلی کی یک روزنامه اردو است که در سکردو برای مدت طولانی در خدمت گلگت-بلتستان است و پیشگام رسانه‌های چاپی در گیلگیت بلتسان است. باد شمال بیشترین تیراژ روزانه را در گلگت و بلتستان دارد. نوای صوفیه ماهنامه‌ای است که موضوعات فرقه نوربخشی بلتستان را پوشش می‌دهد.

## کتابشناسی
- Aggarwal, Ravina (2004), Beyond Lines of Control: Performance and Politics on the Disputed Borders of Ladakh, India, Duke University Press, pp. 199–, ISBN 0-8223-3414-3
- Dani, Ahmad Hasan (1998), "The Western Himalayan States",  in M. S. Asimov; C. E. Bosworth (eds.), History of Civilizations of Central Asia, Vol. IV, Part 1 – The age of achievement: A.D. 750 to the end of the fifteenth century – The historical, social and economic setting, UNESCO, pp. 215–225, ISBN 978-92-3-103467-1
- Karim, Afsir (2009), "Strategic dimensions of the trans-Himalayan frontiers",  in K. Warikoo (ed.), Himalayan Frontiers of India: Historical, Geo-Political and Strategic Perspectives, Routledge, pp. 56–66, ISBN 978-1-134-03294-5
- Pirumshoev, H. S.; Dani, Ahmad Hasan (2003), "The Pamirs, Badakhshan and the Trans-Pamir States",  in Chahryar Adle; Irfan Habib (eds.), History of Civilizations of Central Asia, Vol. V – Development in contrast: From the sixteenth to the mid-nineteenth century, UNESCO, pp. 225–246, ISBN 978-92-3-103876-1